# William M. Fenton
William Matthew Fenton (* 19. Dezember 1808 in Norwich, Chenango County, New York; † 13. Mai 1871 in Flint, Michigan) war ein US-amerikanischer Politiker. Zwischen 1848 und 1851 war er Vizegouverneur des Bundesstaates Michigan.

## Werdegang
Im Jahr 1826 absolvierte William Fenton das Hamilton College in Clinton. Anschließend fuhr er vier Jahre lang zur See. Seit 1835 lebte er in Michigan: erst in Pontiac und dann in dem später nach ihm benannten Ort Fenton. Dort war er zunächst im Handel und in der Immobilienbranche tätig. Nach einem Jurastudium und seiner 1842 erfolgten Zulassung als Rechtsanwalt begann er in diesem Beruf zu arbeiten. Gleichzeitig schlug er als Mitglied der Demokratischen Partei eine politische Laufbahn ein. In den Jahren 1846 und 1847 saß er im Senat von Michigan, wo er sich besonders für Schulen für Blinde und Taubstumme einsetzte.
1848 wurde Fenton an der Seite von Epaphroditus Ransom zum Vizegouverneur von Michigan gewählt. Dieses Amt bekleidete er zwischen 1848 und 1851. Dabei war er Stellvertreter des Gouverneurs und Vorsitzender des Staatssenats. Nach seiner Zeit als Vizegouverneur arbeitete er für die Bundeskatasterbehörde in Flint. In dieser Stadt wurde er zwischen 1858 und 1860 Bürgermeister. Während des Bürgerkrieges unterstützte er die Aufstellung von Freiwilligeneinheiten aus seinem Staat mit finanziellen Mitteln. Dann wurde er zunächst Major und dann Oberst bei einem Infanterieregiment, mit dem er in den Krieg zog. Bis 1863 nahm er an mehreren Schlachten teil. Dann musste er den Militärdienst aus gesundheitlichen Gründen quittieren. 1864 kandidierte er erfolglos für das Amt des Gouverneurs von Michigan. Später war er bei der Feuerwehr in Flint tätig. Er starb am 12. Mai 1871 an einer Verletzung, die er sich bei einem Feuerwehreinsatz am selben Tag zugezogen hatte.